# Batalha de Nísibis (217)
A Batalha de Nisibis foi travada no verão de 217 entre os exércitos do Império Romano sob o imperador recém-ascendido Macrino e o exército parta do Rei Artabano IV.

## Antecedentes
Por séculos, Roma e Pártia dominaram o Oriente Médio e se antagonizaram. Durante esse período, muitas invasões do território parta foram lideradas por líderes romanos, principalmente a campanha fracassada de Crasso e a conquista da Mesopotâmia por Trajano. No começo da década de 210, uma guerra civil eclodiu no Império Parta, onde Artabano IV se levantou contra seu irmão Vologases VI. Artabano rapidamente estabeleceu o controle da maioria dos territórios ocidentais, colocando-o em contato com o Império Romano. Neste ponto, o imperador romano Caracala, que se considerava um segundo Alexandre, decidiu tirar vantagem do conflito parta. Ele propôs uma aliança a Artabano, e até pediu em casamento sua filha. Quando a aliança foi acertada, Caracala e seu exército entraram na Mesopotâmia sem oposição, aparentemente para encontrar seu aliado e futuro sogro. Mas quando ele se deparou com Artabano e sua corte, Caracala traiçoeiramente atacou e matou muitos deles.